# ArsEdition
Die arsEdition GmbH ist ein deutscher Kinder- und Geschenkbuchverlag mit Sitz in München. Er wurde 1896 als ars sacra Josef Müller Kunstanstalten gegründet und gehört seit September 2000 zur international tätigen Bonnier-Gruppe mit Sitz in Stockholm (Schweden). arsEdition zählt zu den 100 größten Verlagen Deutschlands. Geleitet wird das Unternehmen von der verlegerischen Geschäftsführerin Dagmar Becker-Göthel und der kaufmännischen Geschäftsführerin Rebecca Roscher. Zwischen 60 und 70 Mitarbeiter arbeiten dort jährlich an circa 350 Kinder- und Geschenkbüchern sowie Kalendern.

## Geschichte

### Gründung derKunstanstalten Josef Müller
Obwohl der Österreicher Josef Müller 1896 mit 24 Jahren gerade erst volljährig geworden war, vollzog er dennoch seine Unternehmensgründung – zwar mit wenig Startkapital, dies machte er aber mit einem dafür geeigneten Bildungsgang wett. Jener war ursprünglich für die Weiterführung des elterlichen Devotionalienhandels gedacht. Angefangen mit einer katholischen Erziehung durch die Benediktiner in einem Knabeninstitut, hatte sein Bildungsweg in eine Innsbrucker Handelsschule geführt, woraufhin er anschließend eine Buchhandelslehre in München absolvierte. Als Standort für seine neu gegründeten Kunstanstalten Josef Müller wählte er die aufstrebende Stadt an der Isar, die sich zur Druck- und Verlagsstadt entwickelte, während sich die Einwohnerzahl auf 400.000 verdoppelt hatte. Eine große Rolle spielten dabei zugezogene Autoren, wie zum Beispiel Thomas und Heinrich Mann sowie Stefan George. Josef Müller plante zunächst die Produktion von religiösen Druckgraphiken (z. B. Heiligenbildchen) sowie von Devotionalien (z. B. Gebetbücher, Rosenkränze). Noch im selben Jahr heiratete Josef Müller die Tochter eines Kaufmanns, Maximiliane Pell. Diese leitete dann den Verlag. Maximiliane Müller brachte vier Kinder zur Welt, von denen aber nur die Tochter Maria Maximiliane, genannt Lilly, ein hohes Alter erreichen sollte.

### Die Geburtsstunde des Buchverlages
Finanziell abgesichert, produzierte Josef Müller ab 1912 erfolgreich erstmals auch Bücher im Bereich populärer religiöser Literatur für den deutschsprachigen katholischen Raum. Bedingt durch den auch vom Verleger euphorisch aufgenommenen Kriegsbeginn verlagerte sich sein Programm auf Kriegserzählungen, Feld- und Kriegsandachten sowie Trostgebete. Es kristallisierte sich die Bedeutung von Illustrationen heraus.

### Erster Weltkrieg und Verkauf des Verlages
Nach Ende des Ersten Weltkrieges verkaufte Josef Müller trotz des Erfolges abrupt seine Kunstanstalten an einen seiner größten Konkurrenten. Bereits 1916 verunglückte sein 16-jähriger Sohn und Nachfolger Josef, was die gesamte Familie erschütterte. Dazu kamen kriegsbedingte gesellschaftliche, wirtschaftliche und politische Unruhen, die auch auf dem Firmengelände durch Aufmärsche ausgetragen wurden. Um seine Verlagsrechte zu sichern, gründete er noch 1919 die Firma Verlag und Kunstwerkstätten Ars Sacra Josef Müller, bevor er sich mit seiner Frau und seiner Tochter für zwei Jahre in der Schweiz niederließ. In dieser Zeit war er sowohl vermittlerisch als auch beratend im Segment religiöser Druckgraphik tätig. Unterdessen beschäftigte das Ehepaar noch immer die Frage der Nachfolge des Familienbetriebes. Mit der Heirat der Tochter Lilly mit dem Rechtsanwalt Herbert Dubler war dieses Problem gelöst. Josef und Maximiliane Müller arbeiteten fortan nach ihrer Rückkehr nach München mit Dubler zusammen im katholisch ausgerichteten Verlag, der in den zwanziger und dreißiger Jahren äußerst erfolgreich war. Ein Novum bildete dabei die erste Geschenkbuchreihe „Von Himmel und Erde“ vom nunmehr genannten Verlag Ars Sacra.

### Erweiterung des Programms
Ende der zwanziger Jahre wurde durch den Anstoß von Maximiliane Müller das bisher religiös-populäre Programm um Kinderbücher pünktlich zum Weihnachtsgeschäft erweitert. Wiederum war sie es, die den Kontakt zu Kinderbuchautoren und Illustratoren hergestellt hatte. So erschienen 1928 „Das Christkind kommt. Ein Weihnachtsbuch für Kinder von 1 bis 80 Jahren“ sowie „Erste Weihnacht“ von der Autorin Marga Müller und dem Illustrator Josef Madlener. Als eine der wichtigsten Illustratoren dieser Zeit arbeitete außerdem Else Wenz-Viëtor für den Verlag. Als Aushängeschild des Verlages im Kinderbuchsektor ist auch heute noch die Illustratorin und Schriftstellerin Ida Bohatta-Morpurgo zu nennen, die einen Exklusivvertrag innehatte. Gleichermaßen verhalf zudem die Illustratorin Schwester Maria Innocentia Hummel dem Verlag zum Erfolg.

### Nach der Machtergreifung 1933
Josef Müller erlag 1935 einer Krankheit; kurz zuvor erwarb er das vom berühmten Jugendstilarchitekten Martin Dülfer um die Jahrhundertwende erbaute Haus in der Friedrichstraße als Firmensitz, wo arsEdition bis heute ansässig ist. Aufgrund der katholischen Ausrichtung des Programmes wurde der Verlag ab 1937 zunehmend vor allem von der Geheimen Staatspolizei unter Druck gesetzt. Auch in dieser Zeit führte Maximiliane Müller den Verlag mit Hilfe ihres Schwiegersohnes weiter.

### Zweiter Weltkrieg und die Flucht in die Schweiz
Dank der Hochzeit mit Herbert Dubler besaßen sowohl Lilly Dubler als auch ihre vier Kinder die Schweizer Staatsbürgerschaft, wovon sie im Zweiten Weltkrieg Gebrauch machten, indem Maximiliane, Lilly und die Kinder in Lugano lebten. 1939 gründete Lilly die Firma Maria M. Dubler, um den Export über die neutrale Schweiz ausführen und den deutschen Verlag aufrechterhalten zu können.

### Nachkriegszeit und erneuter Anfang

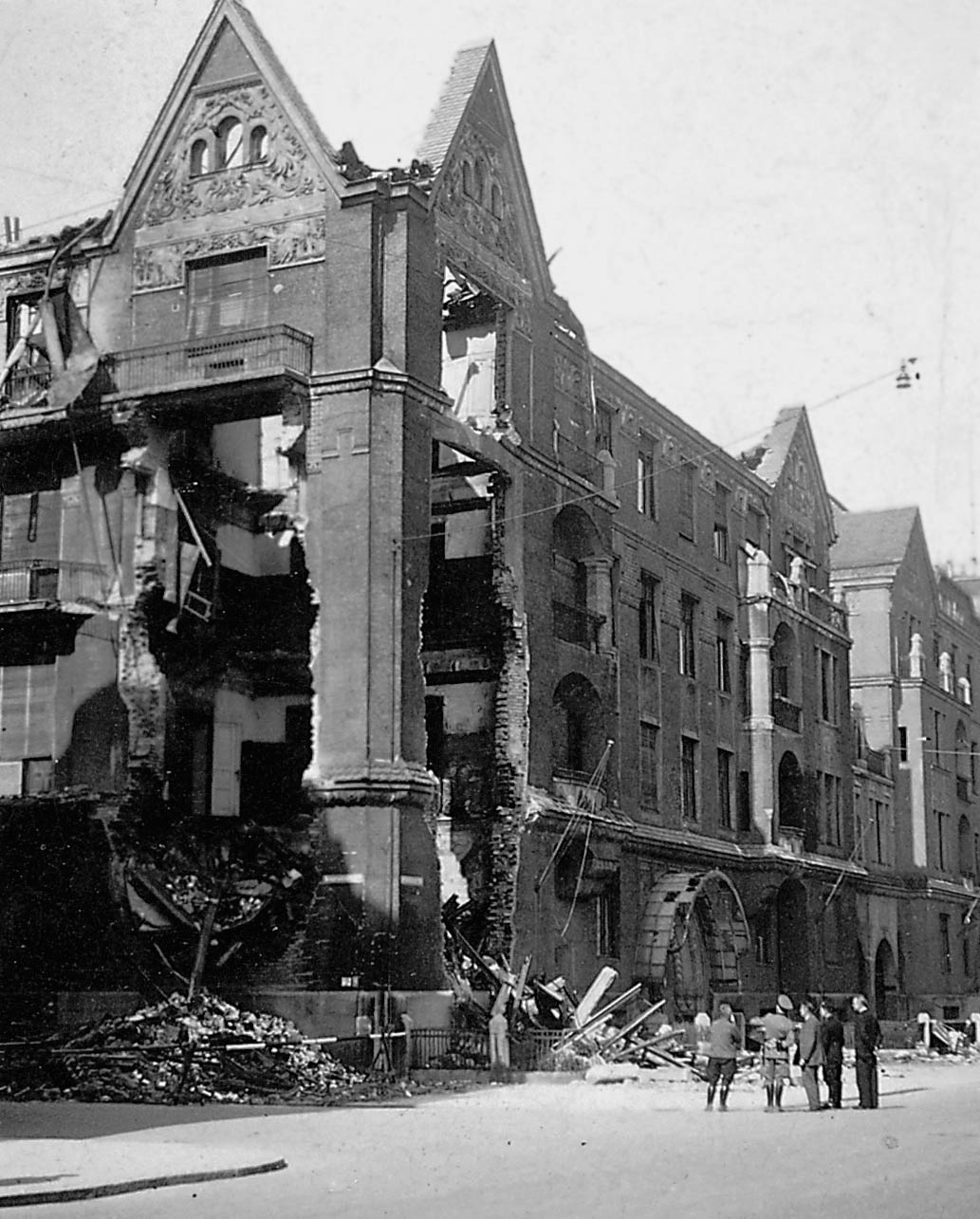
Das zerbombte Haus in der Friedrichstraße 9

Das Kriegsende stellte Verlage vor neue Herausforderungen: Zusätzlich zu fehlendem Material, Maschinen und Mitarbeitern musste zunächst eine von den Besatzungsmächten ausgestellte Lizenz eingeholt werden, um verlegen zu dürfen. Der seit 1942 in Josef Müller umbenannte Verlag erhielt diese Lizenz erst 1948.
Das erste Programm enthielt zwanzig teilweise neue Kinder- und Jugendbuchtitel sowie ebenso viele religiös-literarische Werke, wobei sein Hauptaugenmerk dem Zeitgeist geschuldet auf Übersetzungen aus dem Englischen lag.
Als Ida Bohatta 1949 ihre Innovationskraft durch einen Adventskalender zum Abreißen unter Beweis stellte, war ein neuer Grundstein für das Verlagsprogramm gelegt. Ein Jahr später übernahm Herbert Dubler wieder den früheren Namen Verlag Ars Sacra Josef Müller.

### Erneuter Generationenwechsel
Aufgrund einer Meinungsverschiedenheit mit ihrem Sohn wurde der Tochter Elisabeth Dubler 1957 die Leitung des Verlages übergeben. Die neue Geschäftsführerin legte Wert auf das religiöse Programm und akquirierte moderne Künstler für Ars Sacra. Als Maximiliane Müller 1963 mit 87 Jahren verstarb, zogen sich auch Lilly und Herbert Dubler aus dem aktiven Verlagsgeschäft zurück. Herbert Dubler starb schließlich am 24. April 1970.

### Der Verlag unter Elisabeth Dubler
Alle Abteilungen, die Buchbinderei, das Lager und die Auslieferung waren in den 1960er und 1970er Jahren im Haus in der Friedrichstraße zentriert. Die Druckerei befand sich vorerst wie bisher in der Trivastraße, wurde aber später auch in die Friedrichstraße verlegt. Mit Elisabeth Dubler erreichte Ars Sacra seinen wirtschaftlichen Zenit seit den Nachkriegsjahren.

### Die Ära Marcel Nauer
Nach dem unerwarteten Tod von Elisabeth Dubler 1979 übernahm Herbert Dublers Enkel Marcel Nauer den Familienbetrieb. Auf diese Herausforderung war er durch seine allumfassende und darauf ausgerichtete Ausbildung schon lange vorbereitet worden. Sie führte ihn vom humanistischen Gymnasium, einschließlich Graecum, bis nach St. Gallen zum Studium der Betriebswirtschaft. Sein Großvater hatte außerdem schon früh den „furor librorum“, die Leidenschaft für die Buchherstellung, an ihn weitergegeben. Mit 26 Jahren war der Verleger somit der Jüngste im Unternehmen, doch hatte zugleich die gesamte Verantwortung zu tragen.

### Die Kursänderung und die Bestseller

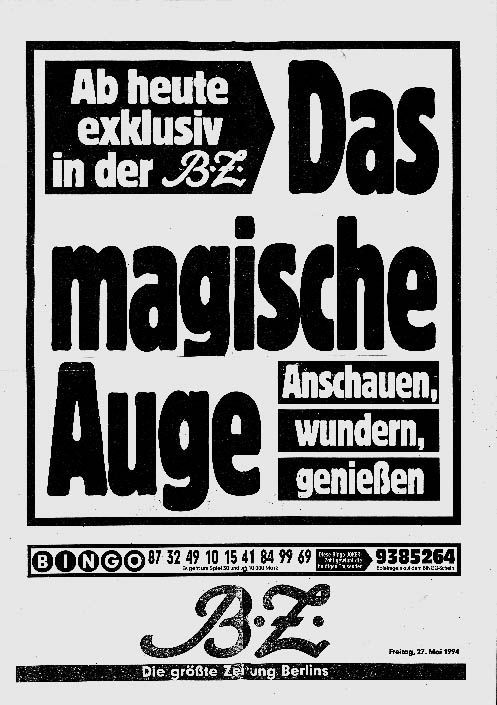
Drei Monate lang druckte die Berliner BZ auf der letzten Seite ein »magisches« Motiv ab

Marcel Nauer begann sogleich mit radikalen Umstrukturierungen, indem er zunächst konsequent die Backlist um mehr als 90 Prozent auf 700 Titel dezimierte. Des Weiteren wurden die Druckerei, die Lithographieabteilung und die Handsetzerei aufgelöst. Die Modernisierung wurde durch die Einführung von EDV und die Umgestaltung des Personalwesens abgerundet. Aber auch inhaltlich erweiterte der Verlag sein Programm zunehmend im Bereich Kinder- und Geschenkbuch sowie in der Papeterie bzw. Nonbook. Um diesen Kurswechsel auch nach außen hin sichtbar zu machen, ließ Nauer zu Beginn der 1980er Jahre den neuen Verlagsnamen ars edition ins Handelsregister eintragen. und die drei Querstreifen des „E“ als Erkennungsmerkmal auf jeden Buchrücken platzieren. Die Dreiteilung der Programmstruktur spiegelt sich auch noch heute in den drei Balken des „E“ im Logo von arsEdition wider, welches die beiden Wörter seit 1992 verbindet. Schon bald machten sich diese Veränderungen von einem konfessionellen zu einem der bedeutendsten Kinder- und Geschenkbuchverlage bemerkbar, nicht zuletzt durch das in den 1990er Jahren millionenfach verkaufte „Magische Auge“ und einem unverwechselbaren Markenzeichen. Marcel Nauer zog sich mit dem Verkauf im Jahre 2000 an Bonnier komplett aus dem ehemaligen Familienunternehmen zurück.

## arsEdition als Teil der schwedischen Bonnier-Familie

### Programmbeispiele
Noch auf Eigeninitiative von Verleger Marcel Nauer wurden die „Berlin-Pakete“, die von 2001 bis 2015 im Programm waren, publiziert. Sie lösten eine neue Welle im Pop-Up-Bereich aus, indem ein detaillierter dreidimensionaler Rundgang durch die Stadt im Wandel der Zeit nachgestellt wird.
Im Jahr 2004 erschien mit „Expedition in die geheime Welt der Drachen“ der erste Titel der neuen Buchreihe „Geheime Welten“. Die neuartige Produktform mit Ausklappseiten, Pop-ups, Klapp- und Schiebeeffekten und Themen rund um Drachen, Magie, Piraten, Ägypten, Mythologie und weiteren bescherten arsEdition einen Erfolg. Mehrere Auflagen des Drachenbuches sowie der zweite Band zum Thema Ägypten begründeten die neue Reihe.
Im Jahr 2012 übernahm arsEdition das Kinder- und Jugendbuchprogramm der Bloomsbury Verlag GmbH. Diese Bücher sowie ausgewählte Titel aus dem Kinderbuchprogramm ab 12 Jahren von arsEdition mündeten in dem Imprint bloomoon.
Anlässlich des 120-jährigen Verlagsjubiläums 2016 gab es einen Markenrelaunch inklusive eines erneuerten Logos und des neuen Claims „arsEdition … bringt Freude“ (vorher „schenken und erleben“). Die Verleihung des German Brand Awards 2016 rundete diese Veränderungen ab.
Mittlerweile publiziert arsEdition Titel in den Segmenten Pappe und Bilderbuch, Kinderliteratur, Kinderbeschäftigung und Kindersachbuch, Geschenkbuch, Kalender und Nonbook-Artikel.

### Aufstellung seit Bonnier-Zugehörigkeit
| Verlegerische Geschäftsführer           | Kaufmännische Geschäftsführer                |
| Mathias Berg (2000-07/2003)             | Andreas Wiedmann (1999–2002)                 |
| Ute Freudenberger (1.1.2004 -15.7.2008) | Hans-Joachim Hartmann (1.7.2002 – 31.7.2004) |
| Michael Schweins (1.9.2008-31.8.2020)   | Ralf Alkenbrecher (1.8.2004 -15.7.2008)      |
| Dagmar Becker-Göthel (1.9.2020-dato)    | Rebecca Roscher (1.8.2017-dato)              |
|                                         | Kaufmännische Leiter                         |
|                                         | Tobias Josef Röckl (1.12.2008 – 31.8.2011)   |
|                                         | Alexander Koeppl (1.11.2011 -8/2017)         |
|                                         |                                              |

## Bekannte Autoren und Illustratoren
- Thorsten Saleina
- Isabel Abedi
- Maite Kelly
- Britta Sabbag
- Joëlle Tourlonias
- Britta Teckentrup
- Frank M. Reifenberg
- Silke Schellhammer
- Gina Meyer
- Kai Lüftner
- Matthias von Bornstädt
- Sabine Cuno